# Progressive Field
Progressive Field (tidligere kendt som Jacobs Field) er et baseballstadion i Cleveland i Ohio, USA, der er hjemmebane for MLB-klubben Cleveland Indians. Stadionet har plads til 43.395 tilskuere, og blev indviet 4. april 1994. Indtil da havde Indians spillet på Cleveland Municipal Stadium.